# Helene Lange
Helene Lange   (Oldenburg, 9 d'abril de 1848 - Berlín, 13 de maig de 1930) va ser una política, pedagoga i feminista alemanya. És una figura simbòlica del moviment feminista pels drets civils a alemanya i a nivell internacional. Va ser diputada al Parlament d'Hamburg entre 1919 i 1921.
Nascuda en el si d'una família de classe mitjana d'Oldemburg, era filla del comerciant Carl Theodor Lange i la seva dona Johanne (amb cognom de soltera tom Dieck), que morí quan ella tenia sis anys. Va estudiar per ser professora i a partir de 1871 va començar a treballar com a institutriu. A partir del 1876 va treballar com a professora en una escola privada per a noies a Berlín.
Va destacar-se en la lluita per la igualació de l’home i la dona en els camps jurídic i professional del magisteri i el 1902 fundà l’Allgemeiner Deutscher Frauenverein, organització per a l’alliberament juridicosocial de la dona alemanya. Va fundar la revista Die Frau, que es convertiria en la revista més important del moviment femení burgès alemany.
Va publicar, entre altres obres, Kampfzeit (‘Temps de lluita’, 1928).
El 1928 va rebre la Gran Medalla de Prússia en reconeixement dels seus «Serveis a l'Estat».